# Lealismo do Ulster

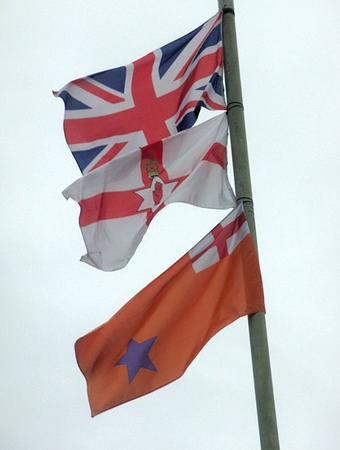
As bandeiras Union Flag, Ulster Banner e Orange Order são frequentemente hasteadas por legalistas na Irlanda do Norte.

O Lealismo do Ulster é uma vertente do unionismo do Ulster associada aos protestantes da classe trabalhadora do Ulster na Irlanda do Norte. Tal como outros sindicalistas, os legalistas apoiam a continuação da existência da Irlanda do Norte (e anteriormente de toda a Irlanda) dentro do Reino Unido, e opõem-se a uma Irlanda unida e independente do Reino Unido. Ao contrário de outras vertentes do unionismo, o lealismo foi descrito como um nacionalismo étnico dos protestantes do Ulster e "uma variação do nacionalismo britânico". Diz-se frequentemente que os legalistas têm uma lealdade condicional ao Estado britânico, desde que este defenda os seus interesses. Eles se consideram leais principalmente à monarquia protestante britânica, e não aos governos e instituições britânicas, enquanto Garret FitzGerald argumentou que eles são leais ao 'Ulster' em vez da "União". Uma pequena minoria de legalistas apelou a um estado protestante independente do Ulster, acreditando que não podem contar com o apoio dos governos britânicos. O termo "lealismo" é geralmente associado ao paramilitarismo.
O lealismo do Ulster surgiu no final do século XIX, em reação ao movimento do Home Rule irlandês e à ascensão do nacionalismo irlandês. A Irlanda tinha uma maioria católica que queria o autogoverno, mas a província do Ulster tinha uma maioria protestante e sindicalista, em grande parte devido à Plantação do Ulster. Embora nem todos os sindicalistas fossem protestantes, os legalistas enfatizaram a sua herança protestante britânica. Durante a crise do governo interno (1912–14), os legalistas fundaram os paramilitares Voluntários do Ulster para evitar que o Ulster se tornasse parte de uma Irlanda autônoma. Isto foi seguido pela Guerra da Independência da Irlanda (1919–21) e pela divisão da Irlanda: a maior parte da Irlanda tornou-se um estado independente, enquanto a maior parte do Ulster permaneceu dentro do Reino Unido como território autônomo da Irlanda do Norte. Durante a partição, a violência comunal assolou-se entre os legalistas e os nacionalistas irlandeses em Belfast, e os legalistas atacaram a minoria católica em retaliação à atividade republicana irlandesa.
Os governos unionistas da Irlanda do Norte foram acusados de discriminação contra católicos e nacionalistas irlandeses. Os legalistas se opuseram ao movimento católico pelos direitos civis, acusando-o de ser uma frente republicana. Essa agitação levou ao The Troubles (1969–98). Durante o conflito, paramilitares leais, como a Força Voluntária do Ulster (UVF) e a Associação de Defesa do Ulster (UDA), atacaram frequentemente os católicos, em parte em retaliação às ações paramilitares republicanas. Os legalistas empreenderam grandes campanhas de protesto contra o Acordo Sunningdale de 1973 e o Acordo Anglo-Irlandês de 1985. Os paramilitares convocaram cessar-fogo em 1994 e os seus representantes estiveram envolvidos na negociação do Acordo de Sexta-Feira Santa de 1998. Desde então, os legalistas têm estado envolvidos em protestos contra supostas ameaças à sua identidade cultural. Secções dos paramilitares leais atacaram os católicos, participaram em rixas leais e retiraram o apoio ao Acordo, embora as suas campanhas não tenham sido retomadas.
Na Irlanda do Norte existe uma tradição de bandas protestantes leais, que realizam numerosos desfiles todos os anos. As fogueiras anuais da Décima Primeira Noite (11 de julho) e os desfiles da Décima Segunda (12 de julho) estão associados ao lealismo.

## História
O termo legalista foi usado pela primeira vez na política irlandesa na década de 1790 para se referir aos protestantes que se opunham à emancipação católica e à independência irlandesa da Grã-Bretanha.
O lealismo do Ulster surgiu no final do século XIX, em resposta ao movimento do Home Rule irlandês e à ascensão do nacionalismo irlandês. Na época, toda a Irlanda fazia parte do Reino Unido. Embora a ilha tivesse uma maioria católica que queria o autogoverno, a província do Ulster, no norte, tinha uma maioria protestante que queria manter uma união estreita com a Grã-Bretanha, uma tradição política chamada Unionismo. Isso se deveu em grande parte à plantação da província. O Leste do Ulster também era mais industrializado e dependente do comércio com a Grã-Bretanha do que a maioria das outras partes da Irlanda. Embora nem todos os sindicalistas fossem protestantes ou do Ulster, o lealismo enfatizava a herança protestante do Ulster. Começou como um movimento de  autodeterminação dos protestantes do Ulster que não queriam se tornar parte de uma Irlanda autônoma, acreditando que seria dominada por nacionalistas irlandeses católicos.

### Crise do Home Rule e partição

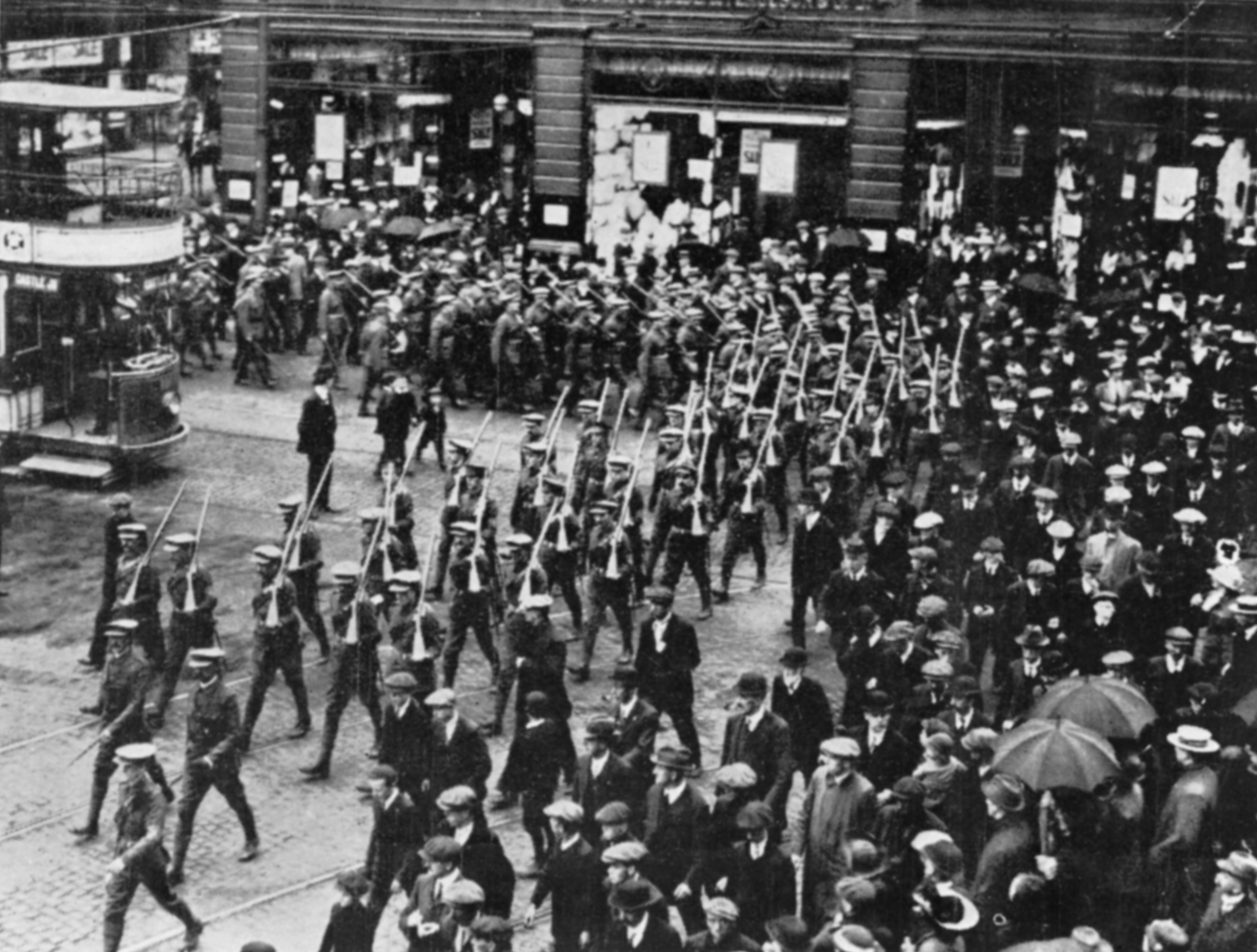
Voluntários do Ulster em Belfast c.1914

A introdução do Terceiro Projeto de Lei de Autonomia pelo governo britânico em 1912 desencadeou a crise do autogoverno. Os sindicalistas do Ulster assinaram o Pacto do Ulster, comprometendo-se a se opor ao governo interno irlandês por qualquer meio. Eles fundaram uma grande força paramilitar, os Voluntários do Ulster, ameaçando resistir violentamente à autoridade de qualquer governo irlandês sobre o Ulster. Os Voluntários do Ulster contrabandearam milhares de rifles e cartuchos de munição da Alemanha Imperial para o Ulster. Em resposta, os nacionalistas irlandeses fundaram os Voluntários Irlandeses para garantir que o governo interno fosse implementado. O governo interno foi adiado pela eclosão da Primeira Guerra Mundial em 1914. Tanto legalistas quanto nacionalistas lutaram na guerra, com muitos Voluntários do Ulster ingressando na 36ª Divisão (Ulster).
No final da guerra, a maioria dos nacionalistas irlandeses queria a independência total. Depois de ganhar a maioria dos assentos irlandeses nas eleições gerais de 1918, os republicanos irlandeses declararam uma República Irlandesa, levando à Guerra da Independência da Irlanda entre o Exército Republicano Irlandês (IRA) e as forças britânicas. Enquanto isso, o Quarto Projeto de Lei do Governo Interno foi aprovado no parlamento britânico em 1920. Isso dividiria a Irlanda em dois governos autônomos dentro do Reino Unido: uma Irlanda do Norte, de maioria protestante, e uma Irlanda do Sul, de maioria católica. Durante 1920–22, no que se tornou a Irlanda do Norte, a partição foi acompanhada de violência tanto em defesa como contra a partição. Belfast viu violência comunal "selvagem e sem precedentes", principalmente entre civis leais protestantes e nacionalistas católicos. Os legalistas atacaram a minoria católica em represália pelas ações do IRA. Milhares de católicos e protestantes "desleais" foram expulsos dos seus empregos, especialmente nos estaleiros, e houve incêndios em massa de casas e empresas católicas em Lisburn e Banbridge . Mais de 500 pessoas foram mortas na Irlanda do Norte durante a divisão e mais de 10.000 tornaram-se refugiados, a maioria deles católicos.
Em 1926, cerca de 33,5% da população da Irlanda do Norte era católica romana, com 62,2% pertencentes às três principais denominações protestantes (presbiteriana 31,3%, Igreja da Irlanda 27%, metodista 3,9%).

### The Troubles

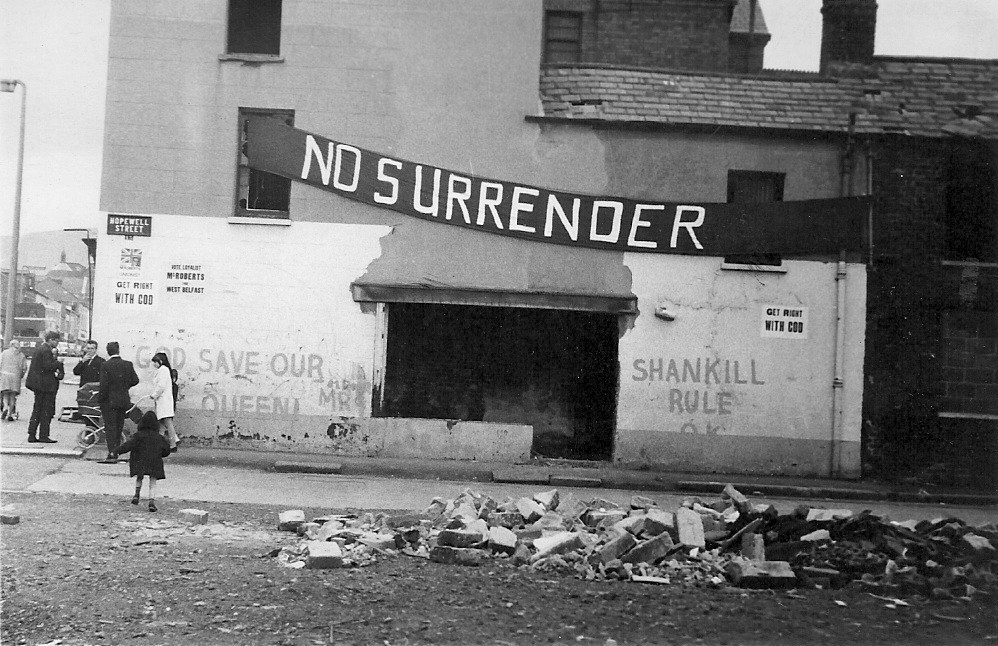
Grafite e banner legalistas em um prédio em uma rua lateral da Shankill Road, Belfast (1970)

Os governos unionistas da Irlanda do Norte foram acusados de discriminação contra a minoria nacionalista irlandesa e católica. Uma campanha não violenta para acabar com a discriminação começou no final da década de 1960. Esta campanha pelos direitos civis foi contestada pelos legalistas, que a acusaram de ser uma frente republicana. A oposição legalista foi liderada principalmente por Ian Paisley, um pregador fundamentalista protestante. Eles realizaram contraprotestos, atacaram marchas pelos direitos civis e pressionaram os sindicalistas moderados. Militantes legalistas realizaram atentados de bandeira falsa atribuídos a republicanos e ativistas dos direitos civis. Esta agitação levou aos motins de agosto de 1969. Os nacionalistas/republicanos irlandeses entraram em confronto com a polícia e com os legalistas, que queimaram centenas de casas e empresas católicas. Os motins levaram ao envio de tropas britânicas e são frequentemente vistos como o início do The Troubles.
O início do The Troubles viu um renascimento dos paramilitares leais, notadamente a Força Voluntária do Ulster (UVF) e a Associação de Defesa do Ulster (UDA). Os seus objectivos declarados eram defender as áreas protestantes, combater aqueles que consideravam "inimigos do Ulster" (nomeadamente os republicanos), e impedir qualquer passo em direcção à unificação irlandesa. O Exército Republicano Irlandês Provisório travou uma campanha paramilitar para forçar a retirada britânica da Irlanda do Norte. Os paramilitares legalistas atacaram a comunidade católica como alegada retaliação pelas ações do IRA, e a grande maioria das suas vítimas eram civis católicos aleatórios. Durante os Problemas, houve incidentes em que soldados e policiais britânicos locais conspiraram com paramilitares leais, como os ataques do grupo Glenanne.
Assinado em 1973, o Acordo de Sunningdale procurou pôr fim ao conflito estabelecendo um governo de partilha de poder entre sindicalistas e nacionalistas irlandeses e assegurando uma maior cooperação com a República da Irlanda. Em protesto, os legalistas organizaram a greve do Conselho dos Trabalhadores do Ulster em maio de 1974. Foi aplicada por paramilitares leais e paralisou grande parte da Irlanda do Norte. Durante a greve, os legalistas detonaram uma série de carros-bomba em Dublin e Monaghan, na República. Isso matou 34 civis, tornando-se o ataque mais mortal dos Problemas. A greve derrubou o acordo e o governo de partilha de poder.
Os legalistas estiveram envolvidos na grande campanha de protesto contra o Acordo Anglo-Irlandês de 1985. Eles consideraram isso uma violação da soberania, porque conferia à República um papel consultivo em alguns assuntos da Irlanda do Norte. Os muitos protestos de rua levaram a confrontos entre os legalistas e a Royal Ulster Constabulary (RUC), a quem os legalistas acusaram de fazer cumprir o Acordo e trair a comunidade protestante. Isso causou um conflito entre os legalistas e a polícia, e houve numerosos ataques dos legalistas às casas dos policiais durante os protestos.
A partir do final da década de 1980, houve um aumento da violência paramilitar lealista, em parte devido à indignação com o Acordo Anglo-Irlandês. Também resultou do rearmamento de grupos legalistas com armas contrabandeadas da África do Sul, supervisionadas pelo agente da Inteligência Britânica Brian Nelson. De 1992 a 1994, os legalistas cometeram mais assassinatos do que os republicanos. Os ataques mais mortíferos durante este período foram o massacre de Greysteel pela UDA e o massacre de Loughinisland pela UVF.
Os principais grupos paramilitares leais convocaram um cessar-fogo em 1994, logo após o cessar-fogo provisório do IRA e o início do processo de paz na Irlanda do Norte. Este cessar-fogo ficou sob pressão durante a disputa de Drumcree em meados da década de 1990. A Ordem Protestante de Orange foi impedida de marchar em sua rota tradicional pela parte católica de Portadown  Os residentes católicos realizaram protestos em massa contra a marcha anual, vendo-a como triunfalista e supremacista, forçando a polícia a parar a marcha. Os legalistas viram isso como um ataque às tradições protestantes do Ulster e realizaram protestos violentos em toda a Irlanda do Norte. Em Portadown, milhares de legalistas atacaram linhas de policiais e soldados que guardavam o distrito católico. Um novo grupo dissidente da UVF, a Força Voluntária Legalista (LVF), atacou os católicos durante um período de dois anos antes de pedir um cessar-fogo.

### Depois do Acordo de Sexta-Feira Santa
Representantes legalistas ajudaram a negociar o Acordo da Sexta-Feira Santa de 1998, e foi apoiado pelo Partido Unionista Progressista, ligado ao UVF, e pelo Partido Democrático do Ulster, ligado à UDA. No entanto, o apoio leal mais amplo ao Acordo foi tênue desde o início, e estes partidos receberam muito menos votos do que os principais partidos sindicalistas: o UUP pró-Acordo e o DUP anti-Acordo.
Desde o Acordo, os paramilitares legalistas estiveram envolvidos em motins, rixas entre grupos legalistas, crime organizado, vigilantismo, como tiroteios punitivos, e ataques racistas. Algumas brigadas da UDA e da LVF quebraram o cessar-fogo e atacaram os católicos sob o nome de Defensores da Mão Vermelha, mas as campanhas paramilitares não foram retomadas.
Os protestos da Santa Cruz em 2001 atraíram a condenação mundial, uma vez que foram mostrados legalistas a lançar abusos e mísseis, alguns explosivos, outros contendo excrementos, contra crianças e pais católicos muito jovens. Residentes legalistas fizeram piquete na escola em protesto contra o suposto sectarismo dos católicos da região. Muitos outros protestos e motins legalistas foram desencadeados por restrições às marchas Orange, como os motins de Whiterock em 2005. Os protestos e tumultos generalizados contra a bandeira lealista de 2012–13 seguiram-se à votação do Conselho Municipal de Belfast para limitar o hasteamento da Bandeira da União nos edifícios do conselho. Os legalistas viram isso como um "ataque à sua identidade cultural".
O Conselho das Comunidades Legalistas foi lançado em 2015 com o apoio da UVF e da UDA. Procura reverter o que considera ser uma negligência política e económica para com os leais à classe trabalhadora desde o Acordo da Sexta-Feira Santa. Em 2021, retirou o seu apoio ao Acordo, devido à criação de uma fronteira comercial entre a Irlanda do Norte e a Grã-Bretanha como resultado do Brexit. As consequências disso alimentaram parcialmente os tumultos dos legalistas naquela primavera.

## Partidos políticos

### Ativos
- Partido Democrático Unionista (DUP),[38][39] o segundo maior partido na Assembleia da Irlanda do Norte
- Voz Unionista Tradicional (TUV) [40]
- Partido Unionista Progressista (PUP), que está ligado à Força Voluntária do Ulster (UVF) e ao Comando da Mão Vermelha (RHC)

### Extintos
- Coalizão Protestante (2013-2015)
- Partido Democrático do Ulster (1981–2001)
- Vanguarda do Ulster (1972–1978)
- Partido Político Voluntário (1974)
- Liga Protestante do Ulster (década de 1930)

## Grupos paramilitares e vigilantes

Um mural UVF em Belfast

Grupos paramilitares e vigilantes legalistas estão ativos desde o início do século XX. Em 1912, os Voluntários do Ulster foram formados para impedir que o governo britânico concedesse autogoverno à Irlanda ou para excluir o Ulster dela. Isto levou à crise do autogoverno, que foi neutralizada pelo início da Primeira Guerra Mundial. Os paramilitares legalistas estiveram novamente ativos no Ulster durante a Guerra da Independência da Irlanda (1919–22), e mais proeminentemente durante o The Troubles (final dos anos 1960–1998). Os maiores e mais ativos grupos paramilitares existiram durante os problemas e foram a Força Voluntária do Ulster (UVF) e a Associação de Defesa do Ulster (UDA)/Lutadores da Liberdade do Ulster (UFF). Eles, e a maioria dos outros paramilitares leais, são classificados como organizações terroristas.

Durante o The Troubles, os seus objectivos declarados eram combater o republicanismo irlandês – particularmente o Exército Republicano Irlandês Provisório (IRA) – e defender áreas leais aos protestantes. No entanto, a grande maioria das suas vítimas eram civis católicos irlandeses, que muitas vezes foram mortos aleatoriamente em ataques sectários. Sempre que reivindicavam a responsabilidade pelos ataques, os legalistas geralmente alegavam que os alvos eram membros do IRA ou estavam ajudando o IRA. MLR Smith escreveu que “Desde o início, os paramilitares leais tenderam a considerar todos os católicos como potenciais rebeldes”. Outras vezes, os ataques a civis católicos foram considerados "retaliação" pelas ações do IRA, uma vez que o IRA obteve a maior parte do seu apoio da comunidade católica. Tal retaliação foi vista tanto como uma punição colectiva como uma tentativa de enfraquecer o apoio do IRA; alguns legalistas argumentaram que aterrorizar a comunidade católica e infligir-lhe um elevado número de mortes acabaria por forçar o IRA a encerrar a sua campanha. De acordo com o então primeiro-ministro Tony Blair, “o objetivo do terrorismo leal era retaliar, dominar ou expulsar os católicos”. Um editorial da revista oficial Combat da UVF explicou em 1993:
...grandes áreas da Província que eram predominantemente protestantes são agora predominantemente católicas. A reacção a isto foi que a Força Voluntária do Ulster e a Associação de Defesa do Ulster intensificaram a sua campanha, não apenas para igualar os assassinatos católicos de protestantes, mas para impedir uma maior invasão nas suas áreas.
Os paramilitares legalistas foram responsáveis por 29% de todas as mortes nas Perturbações, e foram responsáveis por cerca de 48% de todas as mortes de civis. Os paramilitares legalistas mataram civis em taxas muito mais elevadas do que os paramilitares republicanos e as forças de segurança britânicas. Alguns soldados britânicos do Regimento de Defesa do Ulster local (UDR) e policiais da Royal Ulster Constabulary (RUC) conspiraram com paramilitares legalistas, como participando de ataques legalistas (por exemplo, a gangue Glenanne), dando armas e inteligência aos legalistas, não tomar medidas contra eles e dificultar as investigações oficiais.
O modus operandi dos paramilitares leais envolvia assassinatos, tiroteios em massa, bombardeios e sequestros. Eles usaram submetralhadoras, rifles de assalto, pistolas, granadas (incluindo granadas caseiras), bombas incendiárias, armadilhas-bomba e carros-bomba. Os ataques a bomba geralmente eram feitos sem aviso prévio. No entanto, os ataques com armas de fogo eram mais comuns do que os bombardeios. Em Janeiro de 1994, a UDA elaborou um “plano do Juízo Final”, a ser implementado caso o Exército Britânico se retirasse da Irlanda do Norte. Apelava à limpeza étnica e à repartição, com o objectivo de tornar a Irlanda do Norte totalmente protestante.
Alguns paramilitares leais têm ligações com grupos de extrema-direita e neonazistas na Grã-Bretanha, incluindo o Combat 18, o Movimento Nacional-Socialista Britânico, e a Frente Nacional. Desde a década de 1990, os paramilitares legalistas têm sido responsáveis por numerosos ataques racistas em áreas legalistas. Um relatório de 2006 revelou que 90% dos ataques racistas nos dois anos anteriores ocorreram principalmente em áreas legalistas.
Na década de 1990, os principais paramilitares leais convocaram cessar-fogo. Depois disso, pequenos grupos dissidentes continuaram a travar campanhas violentas durante vários anos e os membros de grupos leais continuaram a envolver-se em violência esporádica.
Uma sondagem telefónica realizada em Março de 1993 pelo News Letter, um jornal sediado em Belfast com uma posição editorial sindicalista, procurou a opinião da comunidade protestante sobre um recente aumento da violência paramilitar lealista. A pesquisa descobriu que 42% das pessoas que ligaram responderam “Sim” à pergunta: “Você apoia a violência paramilitar leal?”  Mais de 50 por cento dos chamadores escolheram "Sim" em resposta à pergunta "Você acredita que há alguma circunstância atual em que a violência paramilitar leal seja justificada?"

## Fraternidades e bandas marciais

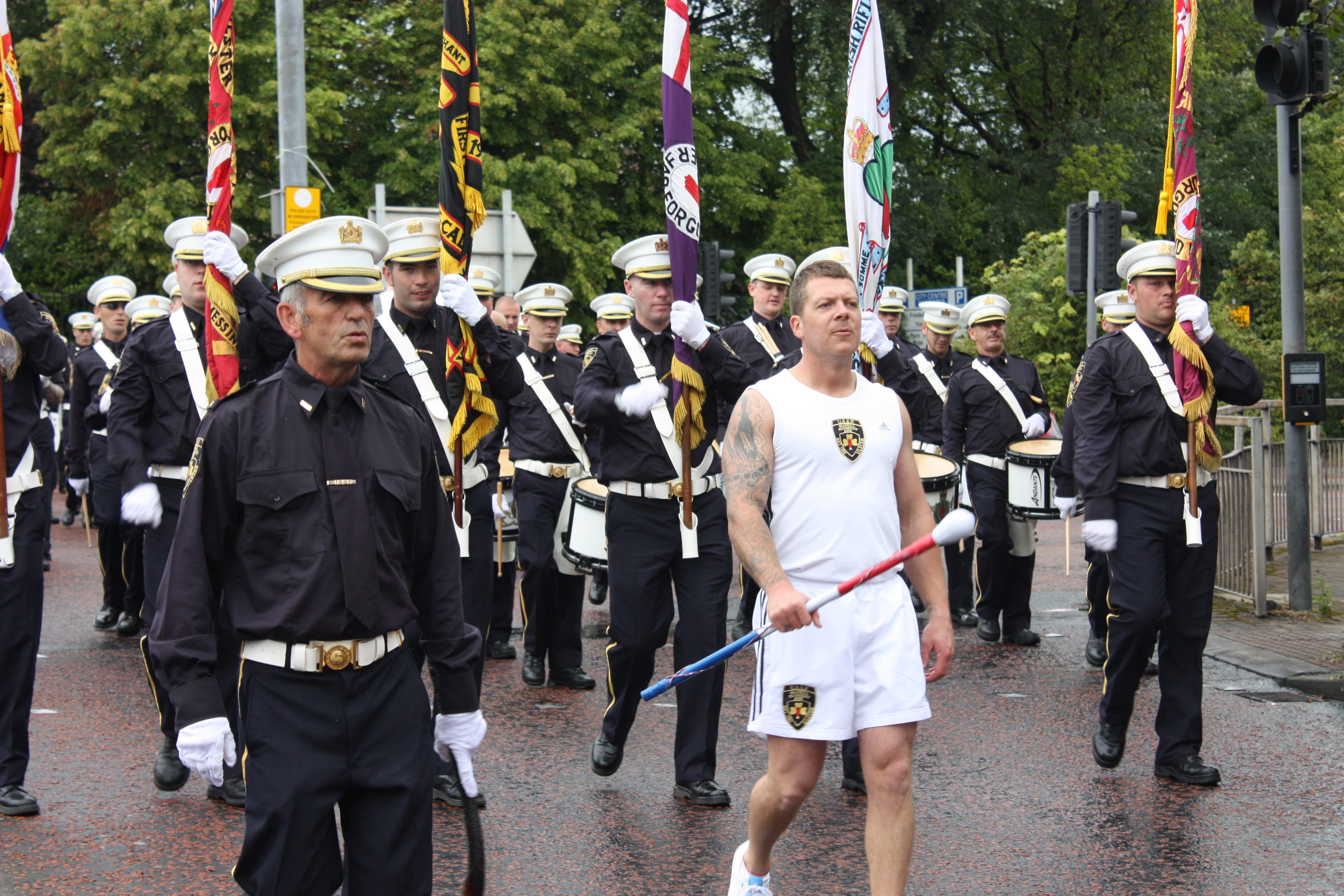
Uma banda legalista no The Twelfth, 2011

Na Irlanda do Norte, há várias fraternidades protestantes e bandas marciais que realizam desfiles anuais. Eles incluem a Ordem de Orange e os Meninos Aprendizes de Derry. Essas fraternidades, muitas vezes descritas como "Ordens Leais", têm sido associadas há muito tempo ao unionismo/lealismo. Eventos anuais, como as fogueiras da Décima Primeira Noite (11 de julho)  e os desfiles da Décima Segunda (12 de julho) estão fortemente associados ao lealismo. Um relatório publicado em 2013 estimou que havia pelo menos 640 bandas marciais na Irlanda do Norte, com um total de cerca de 30.000 membros, um recorde histórico. De acordo com a Comissão de Desfiles, um total de 1.354 desfiles leais (sem contar os funerais) foram realizados na Irlanda do Norte em 2007. O Serviço de Polícia da Irlanda do Norte utiliza estatísticas diferentes e registou um total de 2.863 desfiles em 2007. Destes, 2.270 (aproximadamente 80%) foram detidos por bandas leais.

## Outros grupos
- Terceira Força
- Associação Legalista de Trabalhadores
- Conselho de Trabalhadores do Ulster
- Grupo de Pesquisa Política do Ulster
- Tara (Irlanda do Norte)
- Gangue Glenanne
- Açougueiros de Shankill
- Voluntários Laranja
- Voluntários Laranja (1972)
- Resistência do Ulster
- Associação da Polícia Especial do Ulster
- Bem-Estar Laranja
- Voluntários Protestantes do Ulster